# Rocca Maggiore
Rocca Maggiore – średniowieczna cytadela z potężnymi wieżami, znajdująca się w Asyżu. 

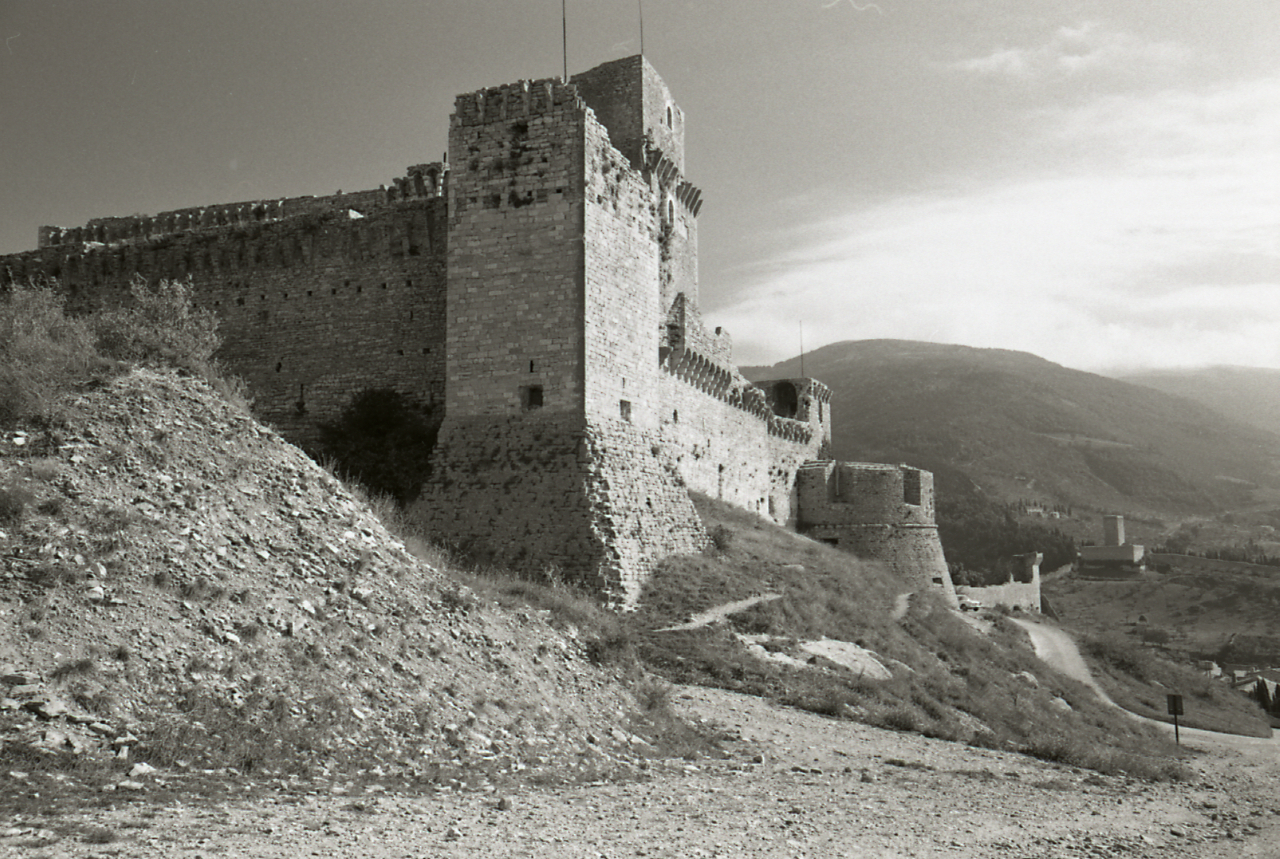
Zdjęcie: Paolo Monti, 1967

Pierwszy zamek został zbudowany w 1174 roku przez Fryderyka Barbarossę, zniszczyli go jednak w 1198 roku zbuntowani mieszkańcy miasta. Odbudowany w 1367 roku przez legata papieskiego, kardynała Gila Álvareza de Albornoz. Później kilkukrotnie rozbudowywany, aż do roku 1535.
Forteca znajduje się na szczycie wysokiego na 505 m n.p.m. wzgórza, górującego nad Asyżem. Zbudowana jest na planie trapezu, z czterema kwadratowymi wieżami po bokach i okrągłym bastionem przy wejściu. Wewnątrz znajduje się mieszkalna baszta. Od strony zachodniej forteca połączona jest długim, wysokim murem z dwunastokątną wieżą obronną.